# City Beautiful
 (octobre 2020).
Si vous disposez d'ouvrages ou d'articles de référence ou si vous connaissez des sites web de qualité traitant du thème abordé ici, merci de compléter l'article en donnant les références utiles à sa vérifiabilité et en les liant à la section « Notes et références ».

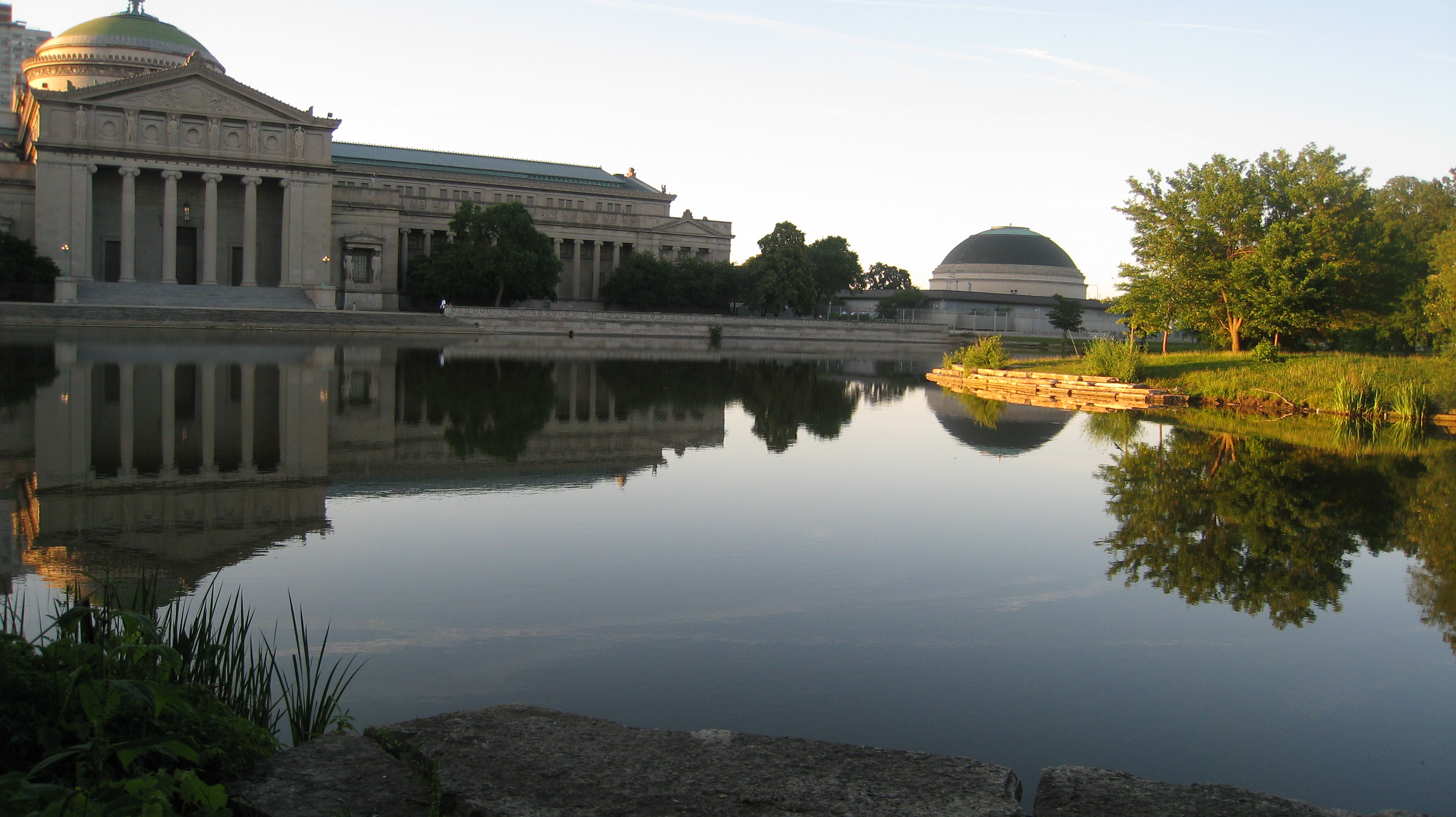
Section de Chicago, construite pour l'Exposition universelle de 1893 et ayant inspiré le mouvement.

Le City Beautiful est un mouvement architectural et urbanistique qui se développe dans les années 1890 et 1900 aux États-Unis. La recherche de la beauté dans une finalité sociale et civique anime cette tendance. 

## Histoire
Cette période est marquée par l'urbanisation intense, alimentée par l'exode rural et l'immigration. Les tenants du City Beautiful sont imprégnés du style de l'école des beaux-arts qui insistait sur l'ordre, la dignité et l'harmonie. Les formes retenues sont celle du néoclassicisme.
La première grande réalisation du mouvement City Beautiful est l'Exposition universelle de 1893 à Chicago dont l'organisation revint à Daniel Burnham. Puis vint le plan de Washington DC en 1901, sur lequel travaillèrent Burnham, Saint-Gaudens, Charles Follen McKim, et Frederick Law Olmsted. Mais ce projet fut interrompu par la Première Guerre mondiale. D'autres villes s'inspirèrent des théories du City Beautiful pour rénover leur plan (Chicago, Cleveland, Montréal, Denver, San Francisco). À New Haven, John Russell Pope dessina un nouveau plan pour l'université Yale qui expulsa les pauvres en périphérie. À Denver, le maire Robert Speer voulut organiser sa ville autour d'un Civic Center, dont les bâtiments s'inspirent de l'idéal antique (amphithéâtre grec, colonnades, bibliothèque).

## Principales tendances

### Montréal
La cité de Maisonneuve (aujourd'hui le quartier Maisonneuve, dans l'arrondissement Mercier–Hochelaga-Maisonneuve) est le plus célèbre exemple de City Beautiful à Montréal. L'avenue Morgan, le marché Maisonneuve, la bibliothèque et le bain public en sont les monuments emblématiques.